# Sida centuriata
Sida centuriata är en malvaväxtart som beskrevs av I. D. Clement. Sida centuriata ingår i släktet sammetsmalvor, och familjen malvaväxter. Inga underarter finns listade i Catalogue of Life.